# Propithèque soyeux
Propithecus diadema candidus, Propithecus candidus
Sous-espèce
Statut de conservation UICN

 CR C2a(i) : 
En danger critique
Le Propithèque soyeux est un lémurien de la famille des indridés. Il est considéré soit comme une sous-espèce du Propithèque à diadème (Propithecus diadema candidus), soit comme une espèce à part entière (Propithecus candidus). Il fait partie de la liste des 100 espèces les plus menacées au monde établie par l'UICN en 2012.

## Description
Cette espèce a été décrite pour la première fois en 1871 par Alfred Grandidier. Le pelage est dense, long, soyeux et a une coloration uniforme blanc crème. Quelques individus ont des tons argentés autour de la couronne, sur le dos et les membres. La face est nue, de couleur gris-ardoise noir et les yeux sont rouge-orange.
- Longueur totale : 93 à 105 cm
- Tête et corps : 48 à 54 cm
- Queue : 45 à 51 cm
- Poids : 5,0 à 6,0 kg

- Géophagie du Propithèque soyeux.

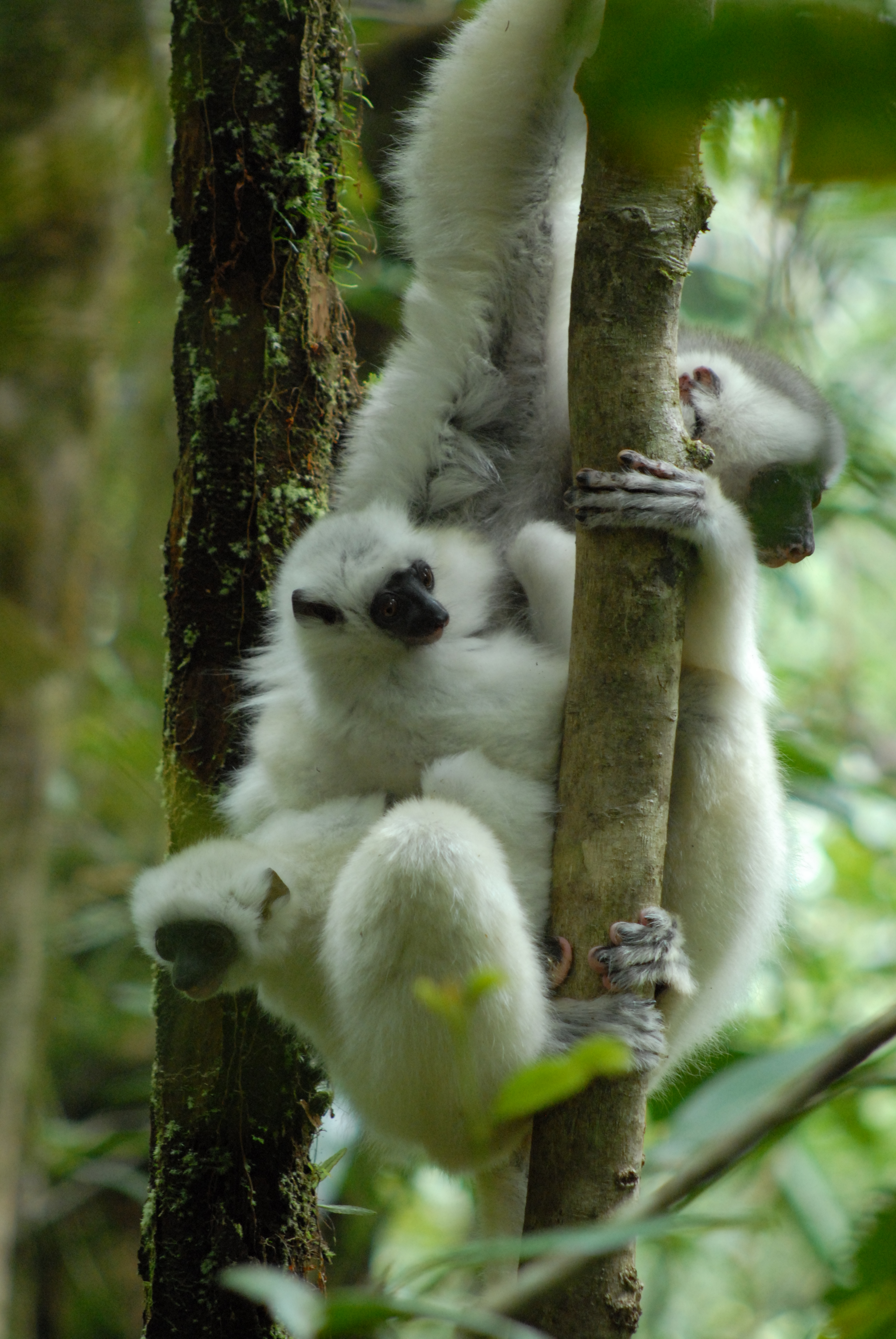
Propithèque soyeux et ses petits
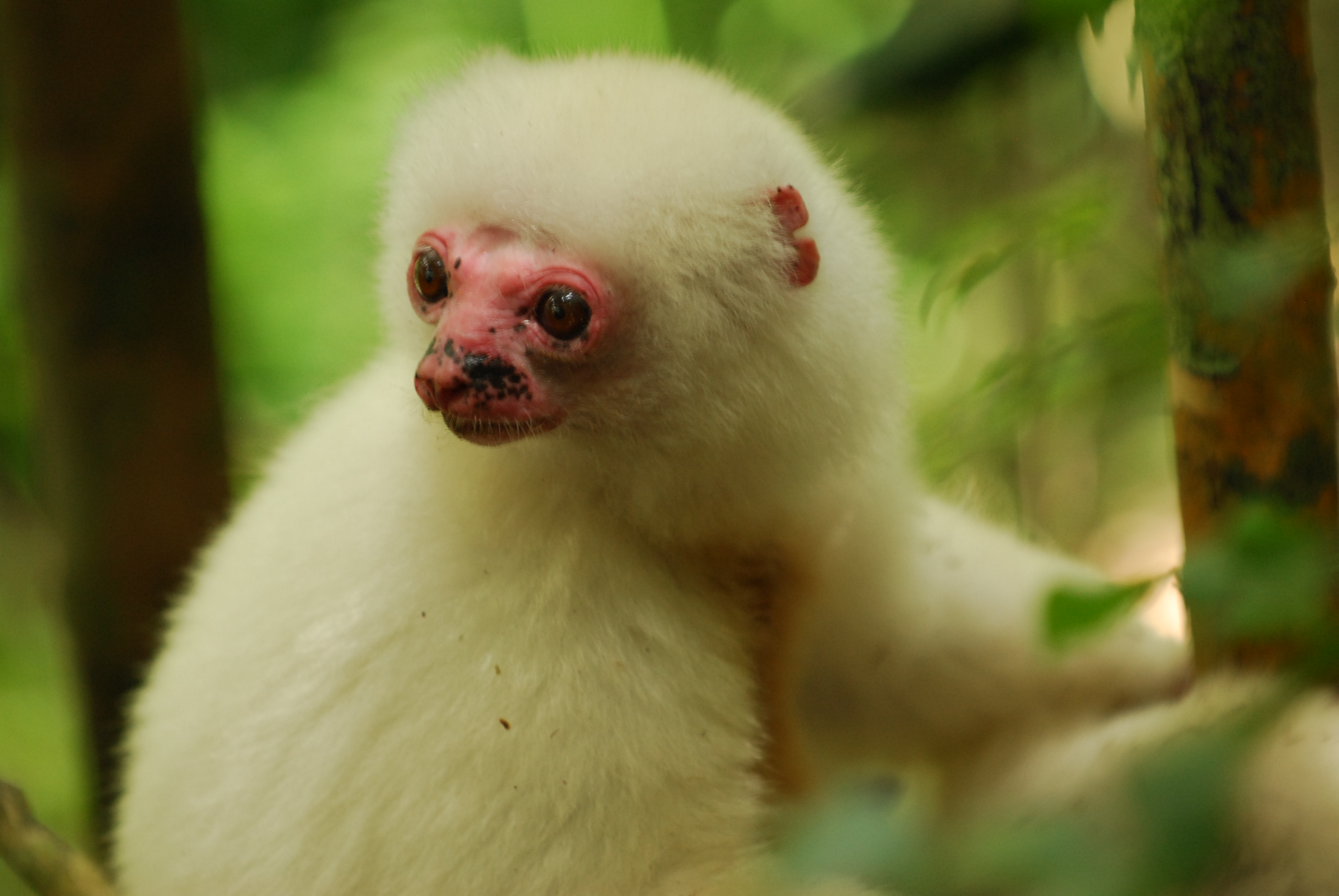
Propithèque avec une face rose

## Répartition

Répartition géographique

Les propithèques soyeux ne se trouvent qu'au sein des fragiles frontières de trois réserves au nord-est de Madagascar : le parc national de Marojejy, la réserve spéciale d'Anjanaharibe-Sud, et le Site de conservation de Makira. La population totale restante est dramatiquement faible : 100 à 1 000 individus.

## Habitat
Le propithèque soyeux se rencontre dans des forêts tropicales humides de moyenne altitude et de montagne. Les animaux se trouvent de préférence entre 800 et 1 500 mètres d’altitude. C'est l'un des trois lémuriens les plus rares de Madagascar avec le propithèque de Perrier et le grand hapalémur.

## Taxinomie
Selon UICN (21 septembre 2012), le rang de cet animal est en discussion. Considéré comme sous-espèce Propithecus diadema candidus par certains (Groves (2001), Mammal Species of the World (version 3, 2005)  (21 septembre 2012)) et comme une espèce à part entière Propithecus candidus par d'autres (Mayor et al. (2004) et Groves and Helgen (2007)).

### Synonyme
- Propithecus diadema candidus Grandidier, 1871

## Menaces et conservation
Cette sous-espèce est incluse dans la liste des 25 espèces de primates les plus menacées au monde depuis sa création en l'an 2000 ainsi que dans la liste des 100 espèces les plus menacées au monde établie par l'UICN en 2012.

## Littérature
Ce lémurien est un élément clé du roman Artemis Fowl 6 : Le paradoxe du temps d'Eoin Colfer.